# شاهدخت کائوروکو
شاهدخت کائوروکو (به ژاپنی: 馨子内親王, Kaoruko-naishinno); 1029 – ۱۰۹۳ (۶۳−۶۴ سال)) یک ملکه همسر و همسر امپراتور گو-سانجو در دوره هی‌آن اهل ژاپن بود.